# Undurein (Pyrénées-Atlantiques)
Pour les articles homonymes, voir Undurein.
Undurein est une ancienne commune française du département des Pyrénées-Atlantiques. Le 10 janvier 1842, la commune fusionne avec Espès pour former la nouvelle commune de Espès-Undurein.

## Géographie

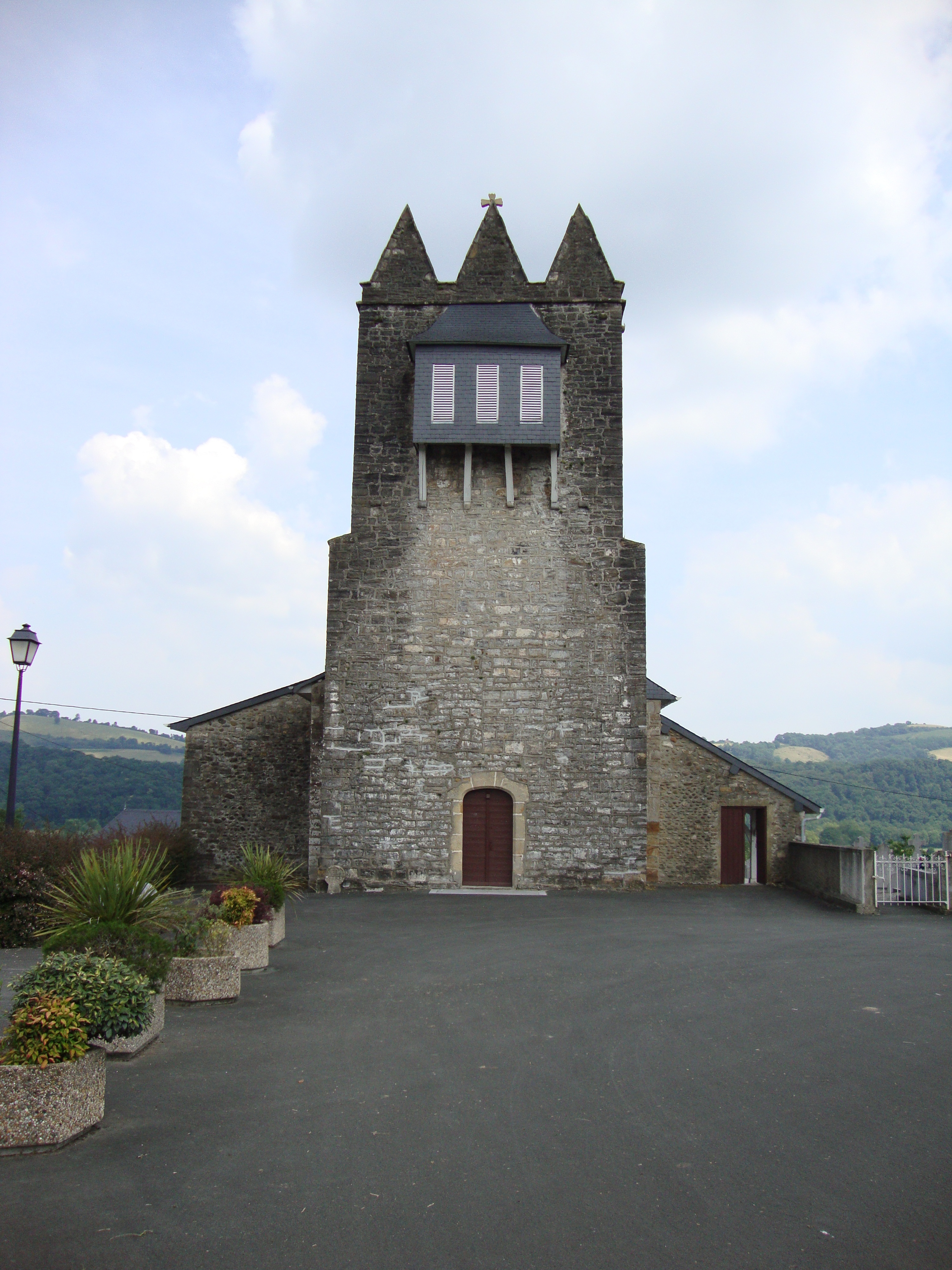
L'église trinitaire d'Undurein, côté façade

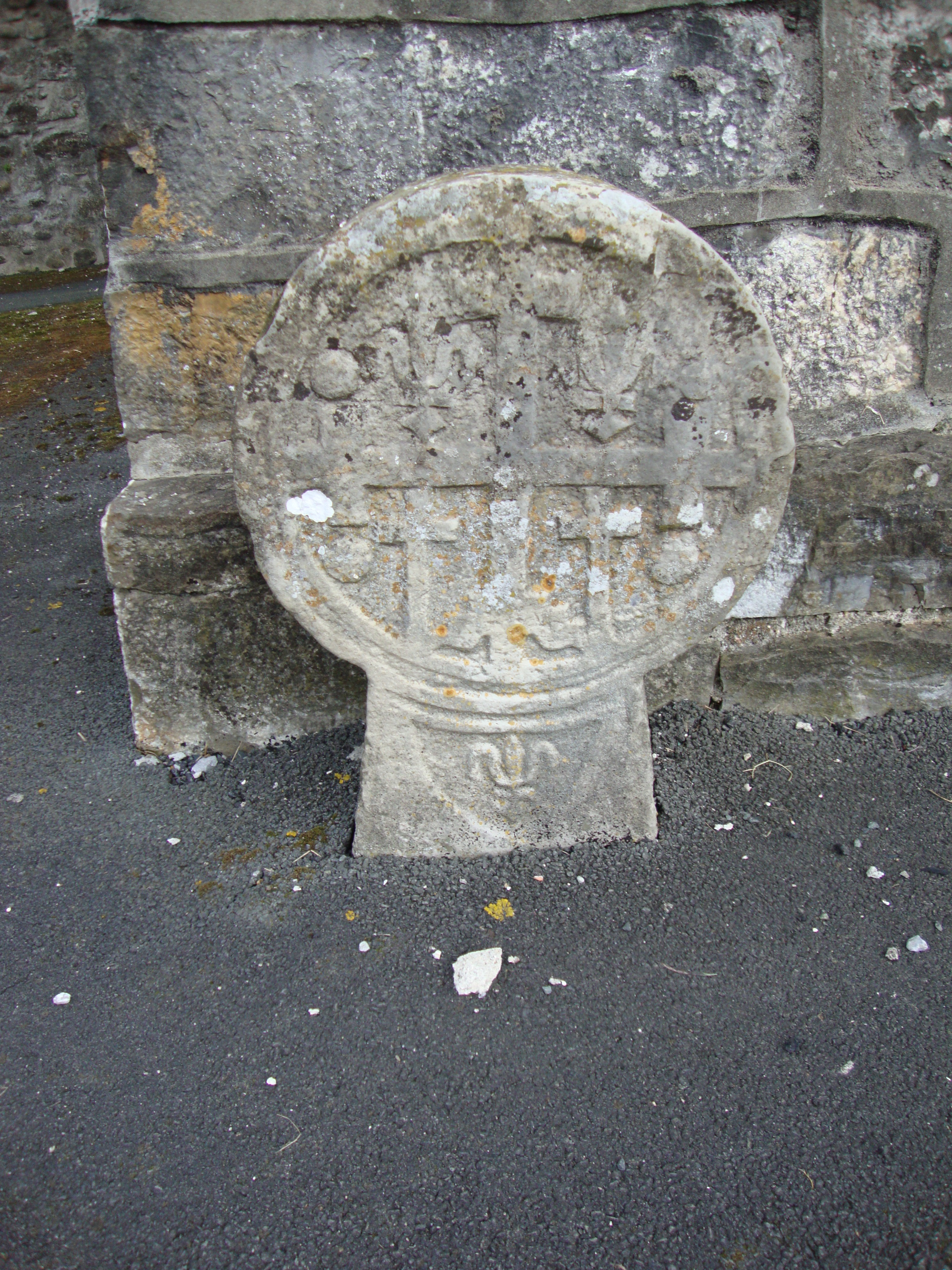
Stèle discoïdale au cimetière d'Undurein

Undurein fait partie de la Soule.

## Toponymie
Son nom basque est Undüreiñe.
Le toponyme Undurein apparaît sous les formes 
Andurenh (1382, contrats de Luntz), 
Undurenh (1455 collection Duchesne volume CXIV) et 
Undurin (1801, Bulletin des lois).

## Démographie
| 1793 | 1800 | 1806 | 1821 | 1831 | 1836 |
| ---- | ---- | ---- | ---- | ---- | ---- |
| 279  | 258  | 283  | 274  | 265  | 275  |

## Pour approfondir